# Подводные лодки типа «Марчелло»
Подводные лодки типа «Mарчеллo» (итал. Marcello) — серия итальянских подводных лодок времён Второй мировой войны. Строились фирмами «Кантьери Риунити делль‘Адриатико»(CRDA), Монфальконе и «Одеро-Терни-Орландо»(ОТО М), Муджиано, Специя. Всего построено 11 лодок, все они вступили в строй в 1938—1939 гг. Лодки «Maрчелло» стали дальнейшим развитием проекта «Глауко» — однокорпусной конструкции с бортовыми булями. Наиболее удачные крейсерские лодки ВМС Италии периода Второй мировой войны — быстроходные, с хорошей маневренностью и вооружением. Развитием проекта «Mарчеллo» стали подводные лодки типа «Маркони».
В июле — октябре 1940 года лодки этого типа были переведены на базу в Бордо во Франции и действовали против торгового судоходства в Атлантике. Результаты их действий были более скромными, чем у немецких подводных лодок. Это связано с недостаточным уровнем подготовки командиров итальянских субмарин. Они не обучались групповым действиям нескольких лодок против конвоев (тактика «стай»). У итальянских подводников не было отработано оповещение об обнаруженном противнике, они не могли выходить в атаку на больших скоростях и в ночных условиях.
В 1943 году ПЛ «Барбариго» и «Капеллини» переоборудованы в транспортные.

## Список ПЛ типа «Марчелло»
| Подводная лодка         | Верфь | Спущена на воду | Начало службы | Конец службы                                                                 |
| ----------------------- | ----- | --------------- | ------------- | ---------------------------------------------------------------------------- |
| Barbarigo               | CRDA  | 13.6.1938       | 19.9.1938     | потоплена 16.6.43 или 19.6.43 в Бискайском заливе авиацией                   |
| Comandante Cappellini   | OTO M | 14.5.1939       | 23.9.1939     | захвачена 10.9.1943 Японией, затоплена в Кобе 16.4.1946                      |
| Comandante Faa di Bruno | OTO M |                 | 18.6.1939     | пропала в ноябре 1940                                                        |
| Dandolo                 | CRDA  | 20.11.1937      | 25.3.1938     | списана 23.3.47                                                              |
| Emo                     | CRDA  | 26.6.1938       | 14.10.1938    | потоплена 10.11.42 севернее Алжира английским траулером Lord Nuffield        |
| Marcello                | CRDA  | 20.11.1937      | 5.3.1938      | пропала в феврале — апреле 1941 в северной Атлантике                         |
| Mocenigo                | CRDA  | 20.11.1937      | 14.8.1938     | потоплена в Кальяри американской авиацией 15.5.43                            |
| Morosini                | CRDA  | 2.7.1938        | 9.11.1938     | пропала в августе — сентябре 1942 в Бискайском заливе                        |
| Nani                    | CRDA  | 16.1.1938       | 5.9.1938      | потоплена 7.1.41 южнее Исландии английским корветом Anemone                  |
| Provana                 | CRDA  | 16.3.1938       | 25.6.1938     | потоплена 17.6.40 возле Орана таранным ударом французского шлюпа La Curieuse |
| Veniero                 | CRDA  | 12.2.1938       | 5.6.1938      | пропала в мае — июне в центральной Атлантике                                 |